# Famine de 1945 au Vietnam
 (décembre 2010).
La famine vietnamienne de 1945 (vietnamien : Nạn đói năm Ất Dậu - la famine de l'année de Ất Dậu) se produit en Indochine française, principalement au protectorat du Tonkin (nord du Vietnam actuel), d'octobre 1944 à mai 1945, pendant l'occupation japonaise du pays. Le gouverneur général, Jean Decoux, évoque le chiffre d'un million de victimes, et Hô Chi Minh en évoque le double. Aucune de ces estimations n'a été l'objet de vérifications.

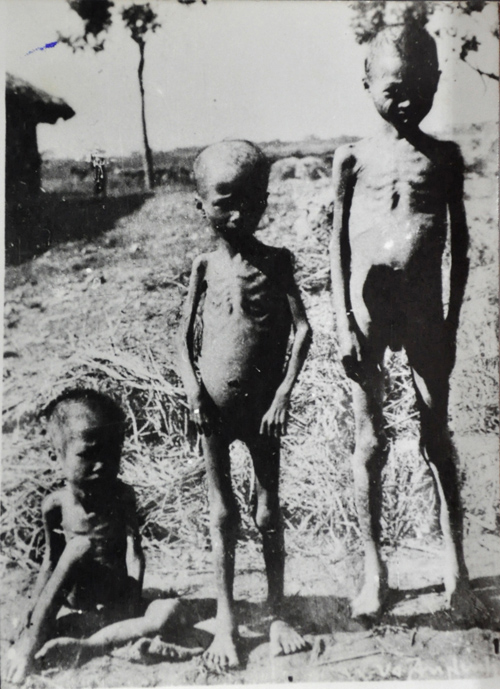
Famine de 1945 au Viêt Nam.

## Causes
La famine a de nombreuses causes. Après la Grande Dépression des années 1930, la France revient à sa politique de protectorat économique et monopolise l'exploitation des ressources naturelles en Indochine française. Les habitants de l'Indochine doivent développer économiquement la région en cultivant des cultures pour la vente, mais il n'y a que les Français, une petite minorité de Vietnamiens et de Hoa et certains citadins qui en bénéficient.
Lorsque la Seconde Guerre mondiale commence, la France est affaiblie. Dans l'est de l'Asie le Japon commence à s'étendre et considère l'Indochine comme un pont vers le sud de l'Asie et un moyen d'isoler la Chine et de l'affaiblir. Pendant les années 1940, la France est occupée par l'Allemagne, et le Japon accroît sa pression sur la France et envahit l'Indochine l'année suivante.
Durant la Seconde Guerre mondiale en Indochine française, les interventions de la France, de l'empire du Japon et des États-Unis au Viêt Nam sont néfastes aux activités économiques vietnamiennes. Les changements militaires et économiques ont plongé le nord du pays dans la famine.
Indirectement, la mauvaise gestion de l'administration française au Viêt Nam joue un rôle. Les Français ont reformé l'économie pour servir l'administration et satisfaire les besoins de la guerre puisqu'ils étaient eux-mêmes envahis. Les causes naturelles incluent des désastres comme des inondations, détruisant les récoltes de riz au nord (Tonkin). Une période de sécheresse et de parasites fait diminuer la récolte de 1944-1945, qui ne rapporte que de 800 000 à 850 000 tonnes, pour des besoins courants de 1 100 000 tonnes. Une inondation pendant la saison des moissons entraîne la crise.
L'administration française ne s'en alarme pas et juge le fait banal en pays de mousson.
L'Indochine est entraînée dans une économie de guerre, la France et le Japon étant en concurrence dans l'administration. De nombreuses gens mettent la famine sur le compte des troupes japonaises, qui accaparent les produits alimentaires des paysans sans payer et les forcent à cultiver le jute au lieu du riz et les privent donc de la nourriture nécessaire. La France a néanmoins déjà appliqué cette politique et diminué la surface réservée aux cultures vivrières essentielles comme le maïs et les pommes de terre pour faire place au coton, au jute et à d'autres plantes industrielles, et les récoltes alimentaires diminuent donc considérablement.

## Famine, exode et épidémies
Tandis que le Tonkin est occupé par le Japon, les Alliés, particulièrement les États-Unis, bombardent souvent les routes, attaquant cargos, trains, ponts et même charrettes à bœuf et rend extrêmement difficile le transport du riz à partir du sud vers le nord.
Les autorités françaises locales et le Japon réquisitionnent la nourriture des fermiers pour l'alimentation de leurs troupes, et l'administration française est désorganisée et incapable de fournir et distribuer la nourriture. Les approvisionnements alimentaires insatisfaisants causent la famine dès le début de 1944.
En janvier et février 1945, une partie de la population des provinces maritimes s'affole et entame, dans des conditions désastreuses, une migration vers des provinces où la récolte est censée avoir été meilleure. Environ 50 000 personnes périssent durant cet exode. Des camps de migrations accueillent les voyageurs imprudents.

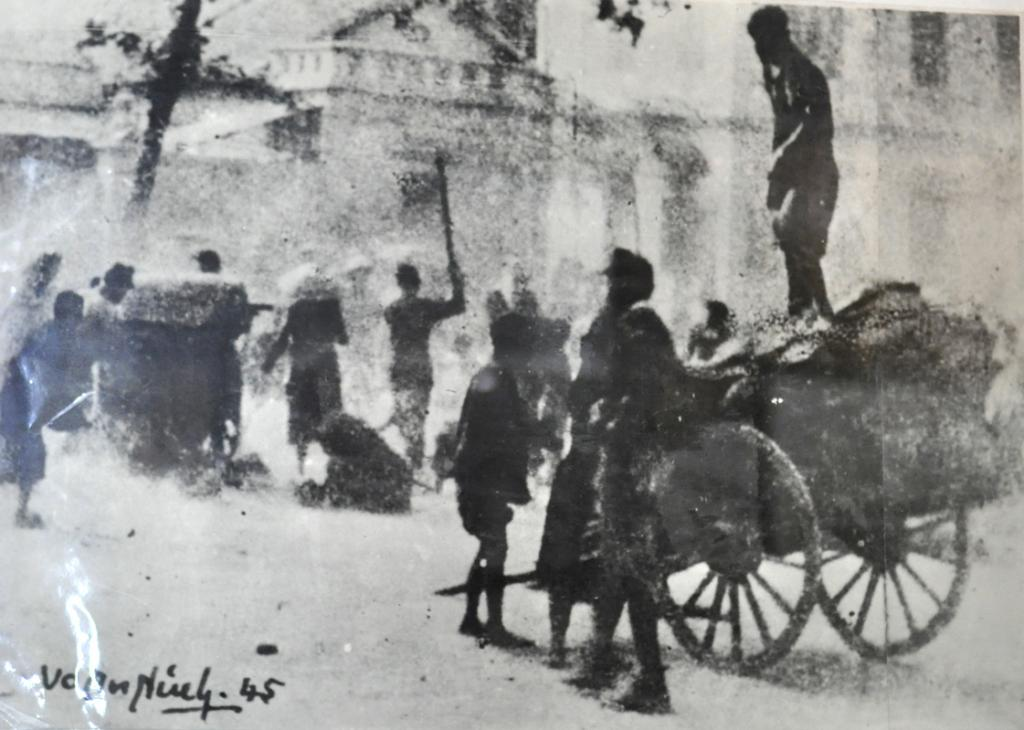
Des villageois vietnamiens attaquent un entrepôt de riz construit par les forces japonaises pendant l'occupation japonaise, 1945.

En mars 1945, le Japon prend le pouvoir par un coup de force contre les Français, et à la demande des Japonais, l'empereur Bảo Đại proclame l'indépendance de l'Annam et du Tonkin et leur union au sein de l'empire du Viêt Nam, dont le gouvernement est dirigé par Trần Trọng Kim. Tandis que ce gouvernement essaie d'alléger la souffrance, le Japon en reste à sa politique de réquisitions de nourriture. Dès le 10 mars, au lendemain de leur prise du pouvoir, les Japonais saisissent toutes les jonques et les convois de riz, s'emparant des stocks de riz de Hanoï, Vinh et Bắc Giang.
Faute de réels moyens alloués au gouvernement vietnamien, la famine continue après mars de ravager le nord du pays. En raison des bombardements américains, les communications sont presque totalement interrompues entre le Tonkin et la Cochinchine. Des personnes meurent de faim sur les trottoirs à Hanoï, et des épidémies de typhus et de choléra se déclenchent en ville. En raison de la guerre et de la paralysie du gouvernement, le prix des marchandises essentielles, particulièrement les produits alimentaires, monte en flèche.

## Bilan
Il y a aucune donnée exacte concernant le nombre de victimes de la famine, tout particulièrement en ce qui concerne le second trimestre 1945, mais diverses sources évaluent entre 400 000 et 2 millions le nombre de victimes de la faim dans le nord du Vietnam pendant cette période.

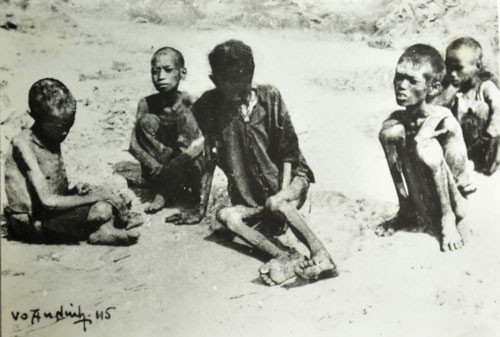
Enfants villageois gravement dénutris à Hải Hậu, province de Nam Định, août 1945. Les villageois appauvris ont le plus souffert de la famine, diverses sources estimant le nombre de personnes mortes de faim à environ un à deux millions.

En mai 1945, le délégué du gouvernement vietnamien à Hanoï a demandé aux provinces du nord de faire un état du nombre de victimes. Vingt provinces rapportent un total de 380 000 personnes mortes de faim et 20 000 en raison de maladie, pour un total de 400 000.
En octobre, un rapport d'un fonctionnaire militaire français a estimé les décès à un demi-million. Le gouverneur général Jean Decoux a écrit dans ses mémoires, À la barre de l'Indochine, qu'environ un million d'habitants du nord sont morts de faim.
Des historiens vietnamiens évaluent entre 1 et 2 millions le nombre de victimes.
Plus tard, des historiens indiquent 1 million, mais des personnes ayant vécu dans le nord pendant cette période évoquent le nombre de 2 millions. Hô Chi Minh, dans sa proclamation d'indépendance vis-à-vis de la France le 2 septembre 1945, évoque également le nombre de 2 millions.
Le mouvement Việt Minh porte également une part de responsabilité pour avoir toléré que des villages restent bien pourvus tandis que d'autres connaissent la pire disette. Entre août et décembre 1945, sous le gouvernement de la république démocratique du Viêt Nam, proclamé par Hô Chi Minh, plusieurs digues se rompent faute d'entretien et de main-d'œuvre (la population étant mobilisée), inondant les rizières et aggravant encore la famine au nord du territoire vietnamien.